# Anton Valentin
Anton Valentin (n. 26 februarie 1898, Aradul Nou - d. 16 decembrie 1967, Sigmaringen, R.F. Germania) a fost un scriitor de limba germană, activist cultural nazist, șvab originar din Banat, România.
În august 1932, când s-a inaugurat la Lenauheim așa numita „sală a poeților”, Anton Valentin declara că în Lenauheim se vor aduna toate edițiile operelor și manuscriselor autorilor germani din Banat. Aici urmau să se afle portretele lui Adam Müller-Guttenbrunn, Joseph Gabriel sr., Wilhelm Brevis, Viktor Orendi-Hommenau, Peter Jung, Annie Schmidt-Endres și Bruno Kremling. La aceștia s-ar fi adăugat operele lui Oskar Jenkner și Nikolaus Schmidt. În final, acest lucru nu s-a mai realizat.
A înființat revista Banater Monatshefte (în română Caiete lunare bănățene), o publicație literară lunară în limba germană a șvabilor bănățeni, care a apărut în perioada 1933-1939, și avea în vedere cultura și istoria șvabilor dunăreni. 
În anul 1935, Anton Valentin a preluat funcția de secretar al Bund Banater Deutscher Sänger (Asociația cântăreților germani bănățeni), succedându-i doctorului Matz Hoffmann.
În cartea sa Die Banater Schwaben (Șvabii bănățeni) prezintă o scurtă istorie a comunității germane de sud-est. La lucrarea sa, publicată în 1959, a atașat și o anexă în dialectul șvăbesc. 

## Scrieri proprii
- Die Banater Schwaben (Șvabii bănățeni), München, 1959 (reeditare în 1984) [8]

## Scrieri despre el
- Valentin, H.: Die Banater Schwaben gedenken des langjährigen Bundesvorsitzenden Anton Valentin. Mit Abb. (Kulturreferat der Landsmannschaft der Banater Schwaben, Arbeitsheft 5), München, 1977